# Плаксин, Никита Михайлович
Никита Михайлович Плаксин (9 июля 1931, Москва) — российский, ранее советский, шахматный композитор; автор 50 статей, посвящённых ретроанализу.
По профессии инженер-гидротехник. С 1964 опубликовал свыше 1000 ретрокомпозиций, 220 отличий, из них призами отмечены 90, в том числе 15 — первыми. В журнале «Шахматная композиция» ведёт отдел по ретроанализу. Первым разрабатывал в ретроанализе тему правила 50 ходов.
Международный арбитр по шахматной композиции (1989).

## Композиции
|   | a | b | c | d | e | f | g | h |   |
| - | --- | --- | --- | --- | --- | --- | --- | --- | - |
| 8 | a8 белая ладья · a7 белый конь · b7 чёрный король · c7 белый конь · d7 белая пешка · e6 белая пешка · b5 белый король | a8 белая ладья · a7 белый конь · b7 чёрный король · c7 белый конь · d7 белая пешка · e6 белая пешка · b5 белый король | a8 белая ладья · a7 белый конь · b7 чёрный король · c7 белый конь · d7 белая пешка · e6 белая пешка · b5 белый король | a8 белая ладья · a7 белый конь · b7 чёрный король · c7 белый конь · d7 белая пешка · e6 белая пешка · b5 белый король | a8 белая ладья · a7 белый конь · b7 чёрный король · c7 белый конь · d7 белая пешка · e6 белая пешка · b5 белый король | a8 белая ладья · a7 белый конь · b7 чёрный король · c7 белый конь · d7 белая пешка · e6 белая пешка · b5 белый король | a8 белая ладья · a7 белый конь · b7 чёрный король · c7 белый конь · d7 белая пешка · e6 белая пешка · b5 белый король | a8 белая ладья · a7 белый конь · b7 чёрный король · c7 белый конь · d7 белая пешка · e6 белая пешка · b5 белый король | 8 |
| 7 | a8 белая ладья · a7 белый конь · b7 чёрный король · c7 белый конь · d7 белая пешка · e6 белая пешка · b5 белый король | a8 белая ладья · a7 белый конь · b7 чёрный король · c7 белый конь · d7 белая пешка · e6 белая пешка · b5 белый король | a8 белая ладья · a7 белый конь · b7 чёрный король · c7 белый конь · d7 белая пешка · e6 белая пешка · b5 белый король | a8 белая ладья · a7 белый конь · b7 чёрный король · c7 белый конь · d7 белая пешка · e6 белая пешка · b5 белый король | a8 белая ладья · a7 белый конь · b7 чёрный король · c7 белый конь · d7 белая пешка · e6 белая пешка · b5 белый король | a8 белая ладья · a7 белый конь · b7 чёрный король · c7 белый конь · d7 белая пешка · e6 белая пешка · b5 белый король | a8 белая ладья · a7 белый конь · b7 чёрный король · c7 белый конь · d7 белая пешка · e6 белая пешка · b5 белый король | a8 белая ладья · a7 белый конь · b7 чёрный король · c7 белый конь · d7 белая пешка · e6 белая пешка · b5 белый король | 7 |
| 6 | a8 белая ладья · a7 белый конь · b7 чёрный король · c7 белый конь · d7 белая пешка · e6 белая пешка · b5 белый король | a8 белая ладья · a7 белый конь · b7 чёрный король · c7 белый конь · d7 белая пешка · e6 белая пешка · b5 белый король | a8 белая ладья · a7 белый конь · b7 чёрный король · c7 белый конь · d7 белая пешка · e6 белая пешка · b5 белый король | a8 белая ладья · a7 белый конь · b7 чёрный король · c7 белый конь · d7 белая пешка · e6 белая пешка · b5 белый король | a8 белая ладья · a7 белый конь · b7 чёрный король · c7 белый конь · d7 белая пешка · e6 белая пешка · b5 белый король | a8 белая ладья · a7 белый конь · b7 чёрный король · c7 белый конь · d7 белая пешка · e6 белая пешка · b5 белый король | a8 белая ладья · a7 белый конь · b7 чёрный король · c7 белый конь · d7 белая пешка · e6 белая пешка · b5 белый король | a8 белая ладья · a7 белый конь · b7 чёрный король · c7 белый конь · d7 белая пешка · e6 белая пешка · b5 белый король | 6 |
| 5 | a8 белая ладья · a7 белый конь · b7 чёрный король · c7 белый конь · d7 белая пешка · e6 белая пешка · b5 белый король | a8 белая ладья · a7 белый конь · b7 чёрный король · c7 белый конь · d7 белая пешка · e6 белая пешка · b5 белый король | a8 белая ладья · a7 белый конь · b7 чёрный король · c7 белый конь · d7 белая пешка · e6 белая пешка · b5 белый король | a8 белая ладья · a7 белый конь · b7 чёрный король · c7 белый конь · d7 белая пешка · e6 белая пешка · b5 белый король | a8 белая ладья · a7 белый конь · b7 чёрный король · c7 белый конь · d7 белая пешка · e6 белая пешка · b5 белый король | a8 белая ладья · a7 белый конь · b7 чёрный король · c7 белый конь · d7 белая пешка · e6 белая пешка · b5 белый король | a8 белая ладья · a7 белый конь · b7 чёрный король · c7 белый конь · d7 белая пешка · e6 белая пешка · b5 белый король | a8 белая ладья · a7 белый конь · b7 чёрный король · c7 белый конь · d7 белая пешка · e6 белая пешка · b5 белый король | 5 |
| 4 | a8 белая ладья · a7 белый конь · b7 чёрный король · c7 белый конь · d7 белая пешка · e6 белая пешка · b5 белый король | a8 белая ладья · a7 белый конь · b7 чёрный король · c7 белый конь · d7 белая пешка · e6 белая пешка · b5 белый король | a8 белая ладья · a7 белый конь · b7 чёрный король · c7 белый конь · d7 белая пешка · e6 белая пешка · b5 белый король | a8 белая ладья · a7 белый конь · b7 чёрный король · c7 белый конь · d7 белая пешка · e6 белая пешка · b5 белый король | a8 белая ладья · a7 белый конь · b7 чёрный король · c7 белый конь · d7 белая пешка · e6 белая пешка · b5 белый король | a8 белая ладья · a7 белый конь · b7 чёрный король · c7 белый конь · d7 белая пешка · e6 белая пешка · b5 белый король | a8 белая ладья · a7 белый конь · b7 чёрный король · c7 белый конь · d7 белая пешка · e6 белая пешка · b5 белый король | a8 белая ладья · a7 белый конь · b7 чёрный король · c7 белый конь · d7 белая пешка · e6 белая пешка · b5 белый король | 4 |
| 3 | a8 белая ладья · a7 белый конь · b7 чёрный король · c7 белый конь · d7 белая пешка · e6 белая пешка · b5 белый король | a8 белая ладья · a7 белый конь · b7 чёрный король · c7 белый конь · d7 белая пешка · e6 белая пешка · b5 белый король | a8 белая ладья · a7 белый конь · b7 чёрный король · c7 белый конь · d7 белая пешка · e6 белая пешка · b5 белый король | a8 белая ладья · a7 белый конь · b7 чёрный король · c7 белый конь · d7 белая пешка · e6 белая пешка · b5 белый король | a8 белая ладья · a7 белый конь · b7 чёрный король · c7 белый конь · d7 белая пешка · e6 белая пешка · b5 белый король | a8 белая ладья · a7 белый конь · b7 чёрный король · c7 белый конь · d7 белая пешка · e6 белая пешка · b5 белый король | a8 белая ладья · a7 белый конь · b7 чёрный король · c7 белый конь · d7 белая пешка · e6 белая пешка · b5 белый король | a8 белая ладья · a7 белый конь · b7 чёрный король · c7 белый конь · d7 белая пешка · e6 белая пешка · b5 белый король | 3 |
| 2 | a8 белая ладья · a7 белый конь · b7 чёрный король · c7 белый конь · d7 белая пешка · e6 белая пешка · b5 белый король | a8 белая ладья · a7 белый конь · b7 чёрный король · c7 белый конь · d7 белая пешка · e6 белая пешка · b5 белый король | a8 белая ладья · a7 белый конь · b7 чёрный король · c7 белый конь · d7 белая пешка · e6 белая пешка · b5 белый король | a8 белая ладья · a7 белый конь · b7 чёрный король · c7 белый конь · d7 белая пешка · e6 белая пешка · b5 белый король | a8 белая ладья · a7 белый конь · b7 чёрный король · c7 белый конь · d7 белая пешка · e6 белая пешка · b5 белый король | a8 белая ладья · a7 белый конь · b7 чёрный король · c7 белый конь · d7 белая пешка · e6 белая пешка · b5 белый король | a8 белая ладья · a7 белый конь · b7 чёрный король · c7 белый конь · d7 белая пешка · e6 белая пешка · b5 белый король | a8 белая ладья · a7 белый конь · b7 чёрный король · c7 белый конь · d7 белая пешка · e6 белая пешка · b5 белый король | 2 |
| 1 | a8 белая ладья · a7 белый конь · b7 чёрный король · c7 белый конь · d7 белая пешка · e6 белая пешка · b5 белый король | a8 белая ладья · a7 белый конь · b7 чёрный король · c7 белый конь · d7 белая пешка · e6 белая пешка · b5 белый король | a8 белая ладья · a7 белый конь · b7 чёрный король · c7 белый конь · d7 белая пешка · e6 белая пешка · b5 белый король | a8 белая ладья · a7 белый конь · b7 чёрный король · c7 белый конь · d7 белая пешка · e6 белая пешка · b5 белый король | a8 белая ладья · a7 белый конь · b7 чёрный король · c7 белый конь · d7 белая пешка · e6 белая пешка · b5 белый король | a8 белая ладья · a7 белый конь · b7 чёрный король · c7 белый конь · d7 белая пешка · e6 белая пешка · b5 белый король | a8 белая ладья · a7 белый конь · b7 чёрный король · c7 белый конь · d7 белая пешка · e6 белая пешка · b5 белый король | a8 белая ладья · a7 белый конь · b7 чёрный король · c7 белый конь · d7 белая пешка · e6 белая пешка · b5 белый король | 1 |
|   | a | b | c | d | e | f | g | h |   |

Ретроигра:

1. ... Крb8-b7

1. b7:Ka8Л+!

Решение:

1. d8Л! Кр:c7

2. Лd7x

## Книги
- Искусство шахматной композиции, Кишинёв, 1987 (соавтор).
- Никита Плаксин, Александр Дашковский «МастиРА и МИНИритмы». Издательство: Черкассы. «Сіяч», 1993 г., 104 стр.